# Anastrepha simulans
Anastrepha simulans är en tvåvingeart som beskrevs av Zucchi 1979. Anastrepha simulans ingår i släktet Anastrepha och familjen borrflugor. Inga underarter finns listade i Catalogue of Life.